# Tarucus thespis
Tarucus thespis är en fjärilsart som beskrevs av Carl von Linné 1764. Tarucus thespis ingår i släktet Tarucus och familjen juvelvingar. Inga underarter finns listade i Catalogue of Life.